# Боткин, Дмитрий Евгеньевич
Дми́трий Евге́ньевич Бо́ткин (1894 — 3 (16) декабря 1914) — хорунжий лейб-гвардии Казачьего полка, герой Первой мировой войны.

## Биография
Старший сын лейб-медика Его Императорского Величества Евгения Сергеевича Боткина и жены его Ольги Владимировны Мануйловой. Внук лейб-медика С. П. Боткина.
Образование получил в Пажеском корпусе, по окончании которого 12 июля 1914 года выпущен был хорунжим в лейб-гвардии Казачий полк, с которым и вступил в Первую мировую войну. Был убит в разведке 3 декабря 1914 года. Высочайшим приказом от 29 декабря 1914 года посмертно удостоен ордена Св. Георгия 4-й степени
За то, что 3-го сего декабря, находясь в разъезде близ фольварка Ясинец, попал под сильный перекрестный огонь, приказав казакам рассыпаться и уйти назад и оставшись затем один, был ранен и упал с лошади, после чего он был окружен германской пехотой и, отказавшись сдаться, отстреливался из револьвера и, убив германского офицера, пал геройской смертью.
Был похоронен немцами рядом с местом боя. Впоследствии отряд лейб-казаков попытался найти и доставить тело хорунжего Боткина в расположение полка, однако безуспешно. Протопресвитер военного и морского духовенства Георгий Шавельский вспоминал:

... прекрасный, толковый, честный и скромный юноша. Незадолго до ухода полка из Ставки у меня с ним как-то завязалась беседа, и мы проговорили очень долго и задушевно. Через несколько дней по уходе полка на фронт я получаю от хорунжего Боткина огромное, на двух листах, датированное вторым декабря, письмо, в котором он раскрывает передо мной всю свою душу, описывает сокровенную жизнь, каясь во всех тех грехах, которых он доселе никогда никому не открывал. Через несколько дней в Ставке было получено известие, что хорунжий Боткин убит в бою 3 декабря. Значит, письмо было написано накануне смерти. Ясно, что оно было продиктовано страшным предчувствием.